# Adam Hammill
Pour les articles homonymes, voir Hammill.
Adam Hamill (né le 25 janvier 1988 à Liverpool) est un footballeur anglais qui évolue au poste d'ailier.

## Biographie
Formé depuis l'âge de 7 ans à Liverpool, il a participé à la conquête de la Youth Cup, avec l'équipe junior de Liverpool lors de la saison 2005-2006. Il est prêté ensuite à Southampton, à Dunfermline, à Blackpool et à Barnsley. Il décide de signer un contrat de trois ans avec Barnsley, en août 2009.
Le 20 janvier 2011, il signe un contrat de trois ans et demi avec les Wolverhampton Wanderers. Il fait ses débuts sous ses nouvelles couleurs deux jours plus tard en affrontant son club formateur, Liverpool.
Fin août 2012, il est prêté pour six mois à Huddersfield Town.
Le 3 janvier 2019, il s'engage en faveur de Scunthorpe United.
Arrivé en fin de contrat à l'issue de la saison 2019-2020 après un prêt à Stockport County, Scunthorpe United ne lui propose pas de prolonger son bail, à l'instar de 10 autres joueurs du groupe professionnel.

## Palmarès
- Liverpool
  - Vainqueur de la Youth Cup en 2006

- Dunfermline Athletic
  - Finaliste de la Coupe d'Écosse en 2007

- Barnsley
  - Vainqueur du Football League Trophy en 2016